# La Voz (Temporada 12, Estados Unidos)
La duodécima edición del programa de talentos Americano La Voz, fue estrenada el 27 de febrero de 2017 en la cadena norteamericana NBC con la cantante Gwen Stefani y Alicia Keys, quienes regresan como que mentoras junto al vocalista de Maroon 5, Adam Levine y Blake Shelton.

## Entrenadores y anfitriones
Hay un cambio en el tablero de entrenamiento para la duodécima estación. Gwen Stefani  regresará al tablero después de una pausa de dos temporadas, reemplazando a la cantante Miley Cyrus, y junto a ella regresan los mentores Adam Levine, Blake Shelton, y Alicia Keys, mientras también regresó Daly Carson para su 12.ª temporada como anfitrión.
Los asesores de batalla de este nueva temporada serán: John Legend, para el equipo de Adam; Celine Dion para el equipo de Gwen; DJ Khaled para el equipo Alicia; Luke Bryan para el equipo de Blake.

## Audiciones ciegas

### Episodio 8 (Marcha 15)
Este episodio presentó "Las mejores Audiciones a Ciegas", incluido un recap y un sneak peek para las batallas.

## Contestants Quién apareció en temporadas o espectáculos anteriores
- Anatalia Villaranda en el Top 51 de las audiciones de la Temporada Final de American idol.
- Johnny Hayes estuvo en la edición número 17 de La Voz pero no volvió a la silla.
- Brennley Brown era en la edición número 11 de America Got Talent pero fue eliminado en la ronda de Cortes del Juez.
- Micah Tryba apareció en el ¨Sing it On YouTube/Youtube / docu-series en 2015¨. El espectáculo presentó junto a Colegial A cappella quienes compiten por el Campeonato Internacional de Colegial A Cappella.